# Памятник Кирову (Ростов-на-Дону)
Памятник Сергею Мироновичу Кирову работы скульптора З. М. Виленского и архитектора В. В. Баринова установлен в Ростове-на-Дону в сквере на пересечении Пушкинской улицы и Кировского проспекта. Памятник был открыт в 1939 году, первоначально располагался в Покровском (Кировском) сквере. Памятник С. М. Кирову имеет статус объекта культурного наследия.

## Описание
Памятник создан скульптором З. М. Виленским и архитектором В. В. Бариновым. Бронзовая фигура с вытянутой вверх правой рукой установлена в полный рост на высоком постаменте из красного гранита. Киров изображён с доброй улыбкой и жизнерадостным лицом. На пьедестале выбита цитата из речи Кирова, произнесённой на XVII съезде ВКП(б):
Успехи действительно у нас громадные. Чорт его знает, если по-человечески сказать, так хочется жить и жить…

## История
Сергей Миронович Киров был в Ростове весной 1918 года. Тогда он участвовал в I съезде Советов Донской республики.
Памятник Кирову был открыт 30 апреля 1939 года на многолюдном митинге. Памятник был установлен в сквере, получившем имя Кирова. Ранее в этом сквере стояла Покровская церковь, снесённая в 1930 году. По рассказам старожилов, при возведении памятника использовались мраморные плиты, оставшиеся от храма.
В годы Великой Отечественной войны жители Ростова спасли памятник от разрушения, зарыв его в землю. Уже в 1945 году памятник вновь восстановили.
Памятник Кирову ранее являлся объектом культурного наследия федерального значения, но в 1997 году его охранный статус понизили до местного.
В 2003 году казачье общество «Всевеликое Войско Донское» предложило восстановить в Кировском сквере Покровскую церковь, а памятник Кирову перенести в другое место. Это предложение поддержал архиепископ Ростовский и Новочеркасский Пантелеймон. Верующих возмущало также наличие слова «Чорт» на постаменте памятника. Против переноса монумента выступили коммунисты и представители ростовского отделения ВООПИК. Были назначены общественные слушания, и в итоге было решено перенести памятник в сквер на углу Кировского проспекта и улицы Пушкинской.
В октябре 2005 года памятник Кирову был демонтирован и перемещён в мастерскую братьев Костевых для реставрации. В декабре того же года памятник был восстановлен на новом месте.